# Jan Zástěra

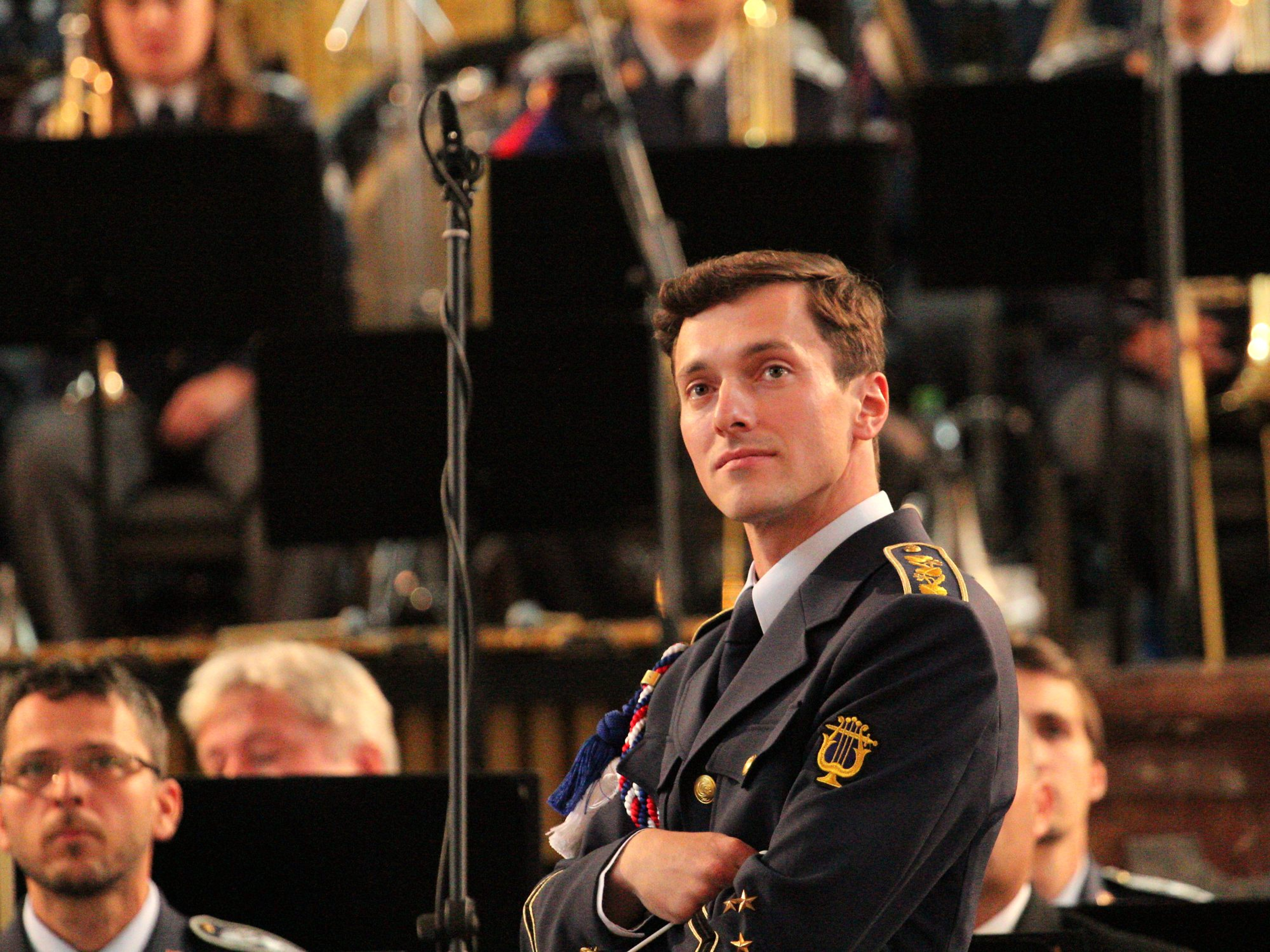
Jan Zástěra (2018)

Jan Zástěra (* 25. Juli 1984 in  Duchcov) ist ein  tschechischer Komponist, Dirigent, Chorleiter, Organist, Forscher, und Übersetzer.

## Leben
Zástěra stammt aus der nordböhmischen Stadt Osek, lebt jedoch derzeit in Teplice. Er besuchte das Gymnasium in Teplice, studierte Chorleitung an der Pädagogischen Fakultät der Karlsuniversität in Prag und Kirchenmusik an der Týnská škola in Prag. Während seines Studiums erfuhr er von einer einzigartigen Tradition der Zisterzienser aus Ossegg und war besonders vom Werk des Mönches Jakob Jan Trautzl beeindruckt. Seit 2008 ist er als Dirigent der Prager Burgwacht und Polizei der Tschechischen Republik (Hudba Hradní stráže a Policie České republiky) im Rang eines Obersts tätig. Zwischen 2005 und 2011 war er Chorleiter des Brixi-Kammerensembles, seit 2011 ist er Chorleiter des Ensembles Collegium hortense und künstlerischer Leiter des Vereins „Trautzlova umělecká společnost“ (Trautzl-Kunstgesellschaft).

## Musikalisches Schaffen
Jan Zástěra widmet sich geistlicher und weltlicher Musik. Er komponierte bereits einige umfangreichere kleinere Zyklen und Oratorien, zwei Symphonien und einige komische Opern. Er befasst sich auch mit Forschungs- und Publikationstätigkeiten, welche sich auf die Wiederentdeckung der regionalen Autoren und Komponisten in Teplitz und Umgebung, wie z. B. Jakob Trautzl, Joseph Wolfram, Joachim Cron, Benedikt Venusi, Wenzel Plaschka, Jan Lohelius Oehlschlägel usw. fokussieren.
An deren Nachlass sowie an die musikalische Tradition der Region knüpft Zástěra auch mit eigenen Werken an. Oft handelt es sich um Themen, die mit dem erzgebirgischen Vorgebirgsland zusammenhängen. Im Herbst 2019 leitete er die musikalische Begleitung der Nationalwallfahrt nach Rom.
Er kooperiert mit Textern wie Martin Budek, Marie Dolistová, Jan Matoušek und weiteren.

## Würdigungen
Zástěra ist Träger der Jubiläumspreise OSA (Verband für Schutz der Autorenrechte für Musik) im Jahr 2017 als erfolgreichster Komponist der klassischen Musik, aber auch als Autor der klassischen Komposition im selben Jahr für das „Oratorium Korunovace českých králů“ (Krönung der tschechischen Könige). 2017 erhielt er gleichzeitig den „Preis“ Persönlichkeit des Jahres der nordböhmischen Region Ústí nad Labem in der Kategorie Kultur. 2019 erhielt er in Velehrad die Medaille der Česká biskupská konference (Tschechische Bischofskonferenz) für seinen Kantatenzyklus České nebe (Tschechischer Himmel). Er ist auch Preisträger des Hauptmannpreises der Region Ústí nad Labem aus dem Jahr 2019.

## Interessantes
- Die breite Öffentlichkeit erfuhr von Zástěra das erste Mal im Jahr 2014 im Zusammenhang mit der Autorschaft der Hymne der Polizei der Tschechischen Republik, welche nach zahlreichen negativen Reaktionen wieder zurückgezogen wurde. Ausgelöst wurde diese Debatte durch die Medien, welche eine frühere Arbeitsversion vorab veröffentlichten.
- Er übersetzte ins Tschechische das Werk des deutschen Schriftstellers Carl Reinhardt aus dem Jahr 1857 namens „Ein Sommer in Teplitz“ (Léto v Teplicích). Es handelt sich um einen lustigen Reiseführer für damalige Kurgäste.